# S&P Africa 40 Index
Der S&P Africa 40 Index (ISIN XY0102216550) ist ein Aktienindex, der die 40 größten und liquidesten börsennotierten Unternehmen Afrikas abbildet. Der Index wurde am 7. April 2008 von Seiten des Indexanbieters Standard & Poor’s ins Leben gerufen.

## Hintergrund

Länderaufteilung des S&P Africa 40

Branchenaufteilung des S&P Africa 40

Bei der Auswahl der Indexunternehmen werden grundsätzlich alle afrikanischen Länder berücksichtigt. Aktienunternehmen aus Marokko, Nigeria, Kenia, Tunesien, Ghana, Ägypten und Südafrika fließen mit ihren Notierungen an den jeweiligen Länderbörsen in die Berechnung ein. Unternehmen aus weiteren Staaten des afrikanischen Kontinents werden innerhalb des Index über ihre Auslandsaktien berücksichtigt. Die Ursache hierfür ist in den doch noch sehr unterschiedlichen Entwicklungsstufen der Wertpapiermärkte in Afrika zu sehen.
Für eine Berücksichtigung im S&P Africa 40 Index müssen weitere Voraussetzungen erfüllt sein. So müssen alle Unternehmensaktien innerhalb der letzten drei Monate über einen Börsenumsatz von mindestens einer Million US-Dollar verfügen und gleichzeitig eine Marktkapitalisierung von einer Milliarde US-Dollar aufweisen. Diese Regelung soll für eine kontinuierliche Handelbarkeit sorgen. Hinzu kommen Restriktionen, welche der Dominanz einzelner Länder oder Unternehmen entgegenwirken. Zum einen ist das Ländergewicht im Index auf 30 Prozent beschränkt, zum anderen darf ein Unternehmen einen maximalen Indexanteil von acht Prozent ausmachen. Die Indexzusammensetzung wird halbjährlich überprüft und angepasst.
Der S&P Africa 40 Index stellt in dieser Form den ersten Index für den gesamten afrikanischen Kontinent dar und ist dementsprechend mit einem DJ STOXX 50 oder DJ EURO STOXX 50 für Europa vergleichbar.
Die 40 enthaltenen Aktien weisen aktuell eine Marktkapitalisierung von etwas mehr als 200 Milliarden Dollar auf. Die TOP 3 Länder sind derzeit Südafrika (30,75 %), Ägypten (19,50 %) und Marokko (19,42 %). Zu den TOP 3 Branchen zählen Finanzdienstleistungen (36 %), Rohstoffe (28 %) und Telekommunikation (17 %). Die Angaben beziehen sich auf April 2008.

## Zugehörige Unternehmen
| Nr. | Unternehmen                              | Land      | Gewichtung |
| --- | ---------------------------------------- | --------- | ---------- |
| 1   | MTN Group Ltd                            | Südafrika | 7,30 %     |
| 2   | Orascom Construction Industries          | Ägypten   | 6,27 %     |
| 3   | Implats                                  | Südafrika | 5,27 %     |
| 4   | First Quantum Minerals                   | Sambia    | 5,13 %     |
| 5   | Sasol                                    | Südafrika | 5,13 %     |
| 6   | Orascom Telecom                          | Ägypten   | 4,59 %     |
| 7   | Bank of Africa                           | Marokko   | 4,44 %     |
| 8   | ATW                                      | Marokko   | 3,91 %     |
| 9   | Randgold Resources Ltd                   | Mali      | 3,77 %     |
| 10  | Intercontinental Bank Plc                | Nigeria   | 3,55 %     |
| 11  | Efg-Hermes Holding Co                    | Ägypten   | 3,54 %     |
| 12  | Standard Bank Group                      | Südafrika | 3,39 %     |
| 13  | Commercial Intl. Bank                    | Ägypten   | 3,27 %     |
| 14  | Maroc Telecom                            | Marokko   | 3,19 %     |
| 15  | Equinox Minerals Ltd                     | Sambia    | 2,56 %     |
| 16  | Remgro Ltd                               | Südafrika | 2,53 %     |
| 17  | Douja Promotion Groupe Addoha            | Marokko   | 2,38 %     |
| 18  | Iamgold Corp                             | Mali      | 2,36 %     |
| 19  | FirstRand                                | Südafrika | 2,19 %     |
| 20  | Amplat                                   | Südafrika | 2,14 %     |
| 21  | ONA                                      | Marokko   | 2,09 %     |
| 22  | Naspers-N                                | Südafrika | 1,94 %     |
| 23  | Red Back Mining Inc                      | Ghana     | 1,34 %     |
| 24  | Orascom Hotels and Development           | Ägypten   | 1,33 %     |
| 25  | Egypt Telecom                            | Ägypten   | 1,31 %     |
| 26  | Access Bank                              | Nigeria   | 1,23 %     |
| 27  | Zenith International Bank                | Nigeria   | 1,20 %     |
| 28  | Campagnie Generale                       | Marokko   | 1,17 %     |
| 29  | Guaranty Trust Bank                      | Nigeria   | 1,12 %     |
| 30  | Afribank                                 | Nigeria   | 1,12 %     |
| 31  | Ecobank Transnational                    | Nigeria   | 1,12 %     |
| 32  | Mobinil                                  | Ägypten   | 1,08 %     |
| 33  | Union Bank                               | Nigeria   | 1,06 %     |
| 34  | United Bank                              | Nigeria   | 1,03 %     |
| 35  | Anvil Mining Ltd                         | DR Kongo  | 0,97 %     |
| 36  | Golden Star Resources                    | Ghana     | 0,94 %     |
| 37  | Suez Cement                              | Ägypten   | 0,90 %     |
| 38  | Central African Exploration & Mining Plc | DR Kongo  | 0,86 %     |
| 39  | Katanga Mining Ltd                       | DR Kongo  | 0,77 %     |
| 40  | Sonasid                                  | Marokko   | 0,53 %     |